# Angelo Ruffini
Angelo Ruffini (* 17. Juli 1864 in Pretare, einer Fraktion von Arquata del Tronto; † 7. September 1929 in Baragazza, einer Fraktion von Castiglione dei Pepoli) war ein italienischer Histologe und Embryologe. Nach ihm sind die Ruffini-Körperchen benannt.

## Leben und Werk
Ruffini wurde in Pretare einem kleinen Dorf im Apennin in den Marken geboren. Nach dem Besuch des Gymnasiums in Ascoli Piceno, studierte er ab 1884 Medizin an der Universität Bologna. Nach seinem Studienabschluss 1890 war er in Bologna an einem histopathologischen Labor tätig. Ab 1895 hielt er Histologie-Vorlesungen. Ruffini musste bald aus wirtschaftlichen Gründen die Stelle eines Arztes in der toskanischen Gemeinde Lucignano annehmen, wo er ein kleines Labor einrichten und weiter seinen Forschungen an Rezeptorstrukturen, insb. Mechanorezeptoren der Haut, fortsetzen konnte.
1901 wechselte Ruffini an die Universität Siena, wo er leitender Präparator am Institut für Anatomie sowie Assistenz-Professor für Embryologie wurde. Im Jahr 1912 übernahm er den Lehrstuhl für Histologie und allgemeine Physiologie an der Universität Bologna, wo er bis zu seinem Tod im Jahr 1929 blieb.
Er war der Erste, der kleine eingekapselte Nervenenden (Mechanorezeptoren) beschrieb, die später als Ruffini-Körperchen bekannt wurden. Um die winzigen Blutkörperchen sichtbar zu machen, benutzte er ein Goldchlorid-Färbemittel auf seinen Objektträgern.
Ruffini war ein Pionier in der Erforschung der Gastrulation von Amphibien. 

## Veröffentlichungen (Auswahl)
- Fisiogenia. La biodinamica dello sviluppo ed i fondamentali problemi morfologici dell'embriologia generale. Vallardi, Mailand 1925.
- Processi di tecnica embriologica ed istologica. Cappelli, Bologna 1927.